# 히토미 마도카
히토미 마도카(仁美まどか, 1993년 2월 18일~)는 일본의 AV 여배우이다. 2012년 일본의 AV 메이커인 kawaii* 소속 여배우로 데뷔한 이후, 현재는 밤비 프로덕션(バンビプロモーション)의 전속 여배우로 활동하고 있다.
2018년 2월 16일부터 호시카와 리리카(星川凛々花)라는 활동명으로 변경해 활동하다가, 2021년 4월 모모세 린카(百瀬凛花)로 다시 활동명을 변경하였다.